# لیدیا ایوانووا
لیدیا ایوانووا (روسی: Лидия Гавриловна Иванова née Калинина؛ زادهٔ ۲۷ ژانویهٔ ۱۹۳۷) ژیمناست هنری اهل اتحاد جماهیر شوروی سوسیالیستی بود.
وی در مسابقات کشوری و بین‌المللی در مجموع برندهٔ ۴ مدال طلا، ۱ مدال نقره، ۱ مدال برنز شده‌است.